# Resolutie 1110 Veiligheidsraad Verenigde Naties
Resolutie 1110 van de Veiligheidsraad van de Verenigde Naties werd unaniem door de VN-Veiligheidsraad aangenomen op 28 mei 1997.

## Achtergrond
In 1980 overleed de Joegoslavische leider Tito, die decennialang de bindende kracht was geweest tussen de zes deelstaten van het land. Na zijn dood kende het nationalisme een sterke opmars, en in 1991 verklaarde onder meer Macedonië zich onafhankelijk. In tegenstelling tot andere delen van Joegoslavië bleef het er vrij rustig, tot 2001, toen Albanese rebellen in het noorden, aan de grens met Kosovo, in opstand kwamen. Daarbij werden langs beide zijden grof geweld gebruikt, en stond het land op de rand van een burgeroorlog. De NAVO en de EU kwamen echter tussen, en dwongen een akkoord af.

## Inhoud

### Waarnemingen
De UNPREDEP-vredesmissie speelde een belangrijke rol in de vrede en stabiliteit in Macedonië. Intussen waren de relaties van het land met buurland Servië en Montenegro sterk vooruit gegaan. Zo hadden ze een akkoord getekend over de afbakening van hun gezamenlijke grens. Toch vroeg Macedonië om de vredesmissie te verlengen. De stabiliteit in het land bleef, zeker gezien de gelijktijdige gebeurtenissen in Albanië, fragiel.

### Handelingen
De Veiligheidsraad:
1. Besloot tot een verlenging het mandaat van UNPREDEP tot 30 november, en op 1 oktober te beginnen met een twee maanden durende gefaseerde afslanking van het militaire component met 300 man.
2. Vroeg de secretaris-generaal de samenstelling, inzet, sterkte en mandaat van UNPREDEP op te volgen en tegen 15 augustus te rapporteren.
3. Verwelkomde de hernieuwde inzet van UNPREDEP gezien de situatie in Albanië.
4. Besluit op de hoogte te blijven.

## Verwante resoluties
- Resolutie 1105 Veiligheidsraad Verenigde Naties
- Resolutie 1107 Veiligheidsraad Verenigde Naties
- Resolutie 1112 Veiligheidsraad Verenigde Naties
- Resolutie 1126 Veiligheidsraad Verenigde Naties

Lijst ·  1093 ·  1094 ·  1095 ·  1096 ·  1097 ·  1098 ·  1099 ·  1100 ·  1101 ·  1102 ·  1103 ·  1104 ·  1105 ·  1106 ·  1107 ·  1108 ·  1109 ·  1110 ·  1111 ·  1112 ·  1113 ·  1114 ·  1115 ·  1116 ·  1117 ·  1118 ·  1119 ·  1120 ·  1121 ·  1122 ·  1123 ·  1124 ·  1125 ·  1126 ·  1127 ·  1128 ·  1129 ·  1130 ·  1131 ·  1132 ·  1133 ·  1134 ·  1135 ·  1136 ·  1137 ·  1138 ·  1139 ·  1140 ·  1141 ·  1142 ·  1143 ·  1144 ·  1145 ·  1146